# Enceinte de Béthune
L'enceinte de Béthune est un ancien ensemble de fortifications qui protégeait la ville de Béthune entre le Moyen Âge et le XIXe siècle.

## LeXVesiècle
- 1416 : construction de la tour Saint-Ignace ;
- 1442 : reconstruction de la porte du Rivage et création d'un boulevard devant la porte ;
- 1495 : reconstruction de la porte du Carnier.

## Les fortifications modernes (1521-1645)

### LeXVIesiècle
Charles Quint est crédité de la création des bastions de la Vieille Porte, de la Porte Neuve, des Récollets ainsi que de la reconstruction du boulevards du Rivage, en 1521, par l'intermédiaire de deux nobles il fait lever le plan de la ville par un peintre de Douai, Jehan [Jean] le Franc pour en connaître les détails et points faibles et fait réaliser des travaux sur l'enceinte l'année suivante.
Sur le front nord deux bastions sont ajoutés à chaque saillant formé par la courtine : 
- sur le saillant de la courtine à l'est, le bastion de la Vieille Porte (2), en référence à la porte Carnier qu'il jouxte, est construit en 1536[3],[4], il s'agit d'un bastion à flancs brisés. Sur son flanc gauche, la courtine décrit un rentrant dans le corps de la place probablement du fait de la présence de la porte du Carnier (la nouvelle porte ou Porte neuve n'étant commencée qu'en 1588).

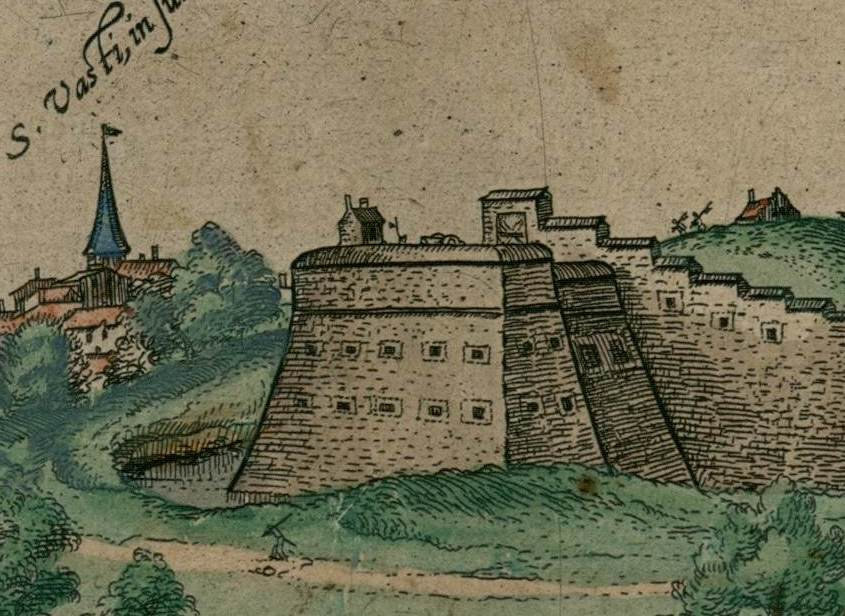
Le bastion de la porte neuve au XVIe siècle.

- à l'ouest, le bastion de la Porte Neuve (3) est commencé en 1540[6], c'est également un bastion à flancs brisés. La présence de casemates et de poternes dans les flancs de ces deux bastions est probable dès leur construction[7], par ailleurs sur une gravure du XVIe siècle, le bastion de la porte Neuve semble posséder sur ses faces et ses flancs des embrasures similaires à celles du bastion de Rœulx à Arras construit à la même époque.

- En 1588, des terrains sont achetés pour construire la Porte Neuve ou porte d'Aire-sur-la-Lys remplaçant la porte du Carnier, cette nouvelle porte est située sur la courtine entre les deux bastions au bout de la rue de la Porte Neuve (actuelle rue Curie).

Au sud, un bastion est construit devant la tour des Récollets (sa construction étant attestée avant 1553), également à flancs brisés, il comporte probablement dès sa construction comme les deux bastions au nord des casemates et poternes dans ses flancs. La tour des Récollets est probablement démolie pour laisser place au nouvel ouvrage ou englobée dans ce dernier. 
Le boulevard et la porte du Rivage sont reconstruits vers 1556-1558 (la date de 1588 est apposée sur la porte).

### Les ouvrages extérieurs

Plan en 1650

## Déclassement et vestiges
La place est déclassée par décret le 26 juin 1867, les remparts sont par la suite démantelé. Il ne reste actuellement qu'une partie du boulevard Saint-Pry et la tour Saint-Ignace.

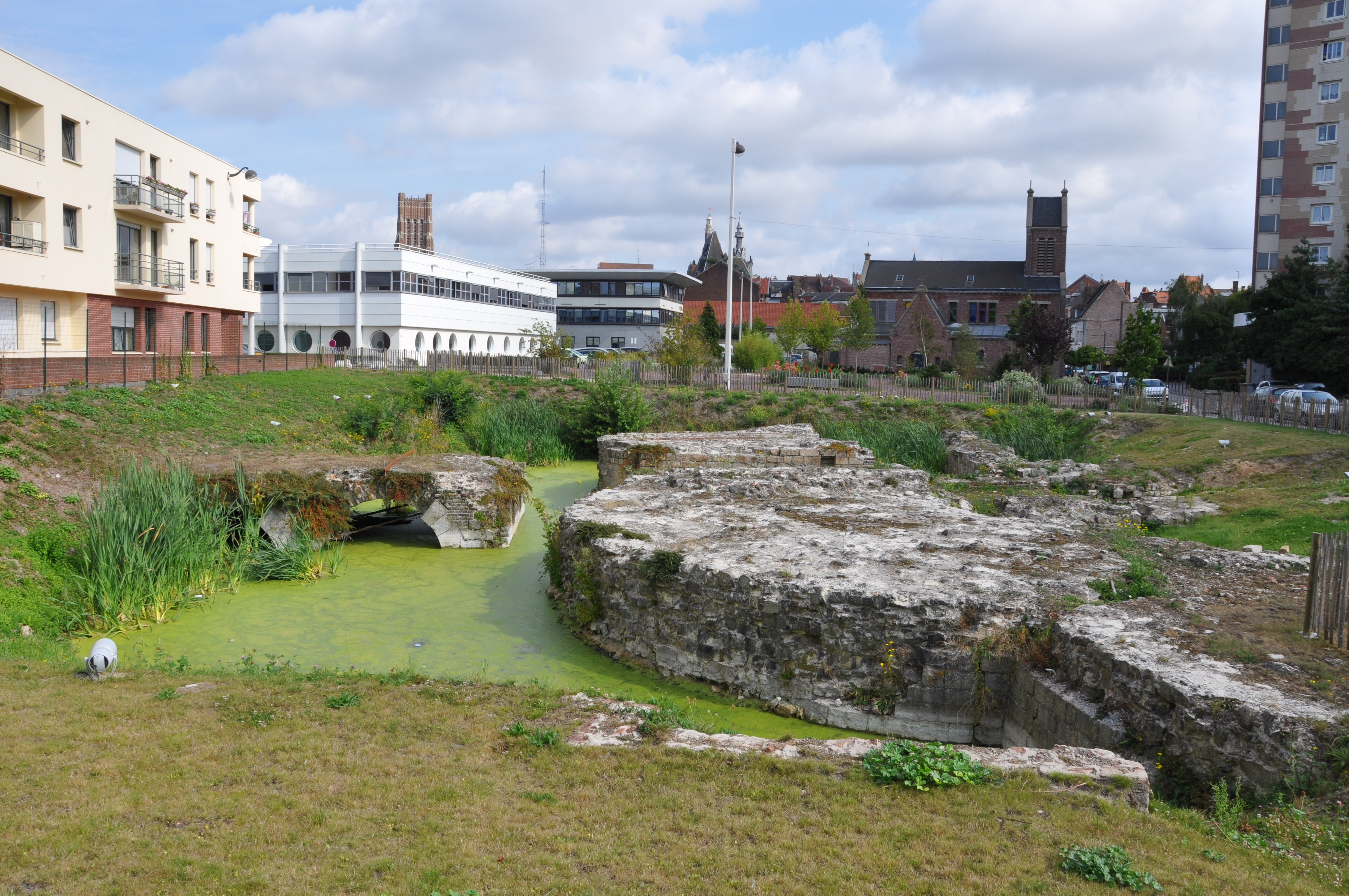
Les vestiges du boulevard Saint-Pry.
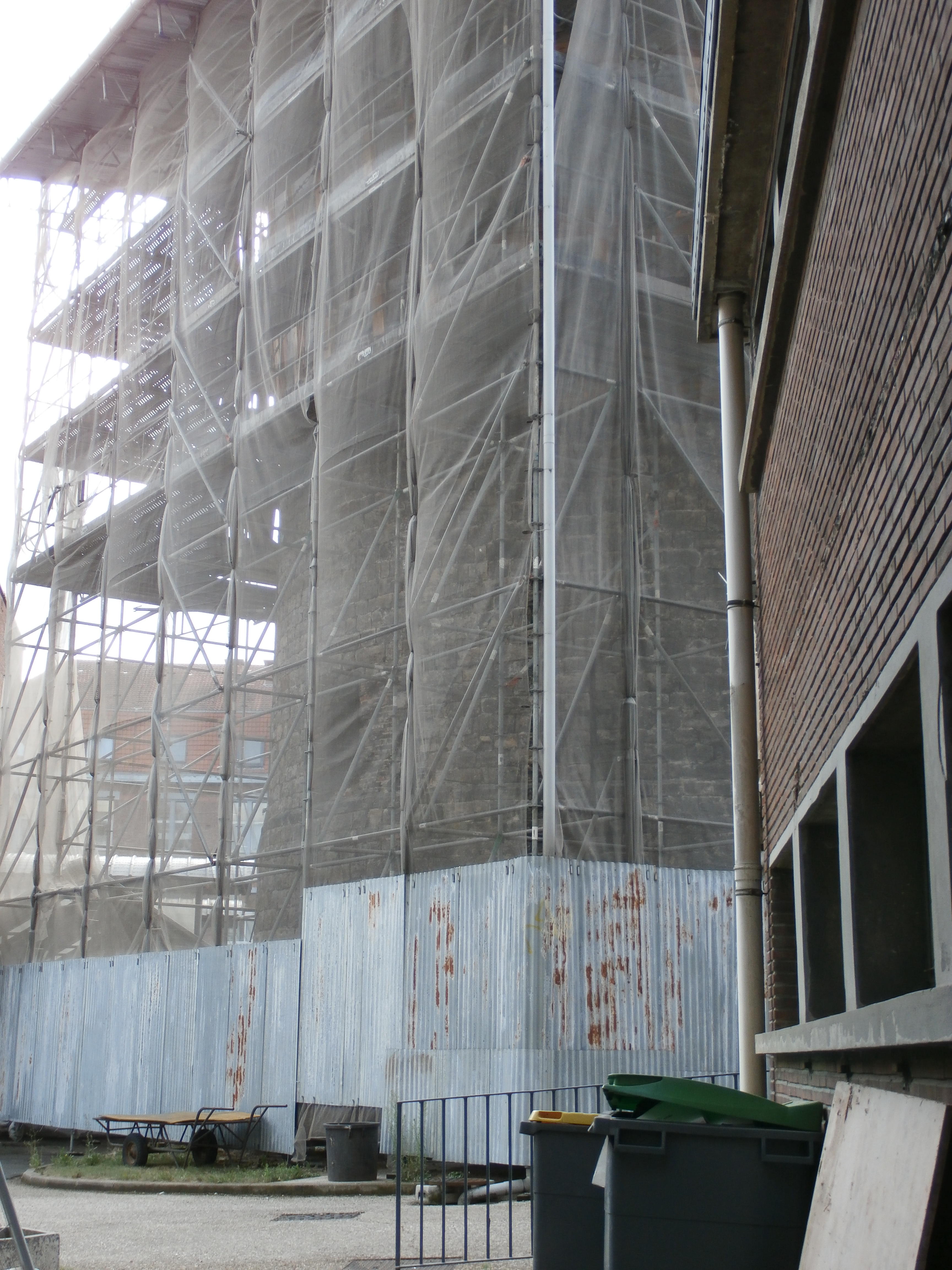
La tour Saint-Ignace

## Liste des ouvrages
| Nom                   | Alias                 | Type              | Numéro (1693) | Remplace / est remplacé                            |
| --------------------- | --------------------- | ----------------- | ------------- | -------------------------------------------------- |
| Aire                  | Porte Neuve ( de la)  | demi-lune         | 18            |                                                    |
| Aire                  | Porte Neuve           | porte             | /             | Remplace la porte du Carnier.                      |
| Arras                 | Fers (des)            | boulevard ; porte | 09            |                                                    |
| Arras                 | Fers (des)            | demi-lune         | 31            |                                                    |
| Carnier (du)          | Saint-André           | porte             | /             | Remplacée par la porte d'Aire.                     |
| Colombier (du)        |                       | tour              | /             |                                                    |
| Faucilles (des)       |                       | tour              | /             |                                                    |
| Marais (des)          | Capucins (des)        | porte             | /             |                                                    |
| Molinel (du)          |                       | tour              | /             |                                                    |
| Porte Neuve (de la)   |                       | bastion           | 03            |                                                    |
| Porte Neuve (de la)   |                       | contre-garde      | 19            |                                                    |
| Récollets (des)       |                       | bastion           | 08            |                                                    |
| Récollets (des)       |                       | contre-garde      | 29            |                                                    |
| Récollets (des)       |                       | tour              | /             | Démolie ou englobée dans le bastion des Récollets. |
| Rivage (du)           | Vigne (de la)         | boulevard ; porte | 01            |                                                    |
| Saint-Ignace          | Vauban                | bastion           | 11            |                                                    |
| Saint-Ignace          | Grosse Tour (la)      | tour              | 10            | La tour est englobée dans le bastion.              |
| Saint-Pry             |                       | boulevard ; porte | 07            |                                                    |
| Saint-Pry             |                       | demi-lune         | 28            |                                                    |
| Vieille Porte (de la) | Porte Carnier (de la) | bastion           | 02            |                                                    |
| Vieille Porte (de la) | Porte Carnier (de la) | contre-garde      | 16            |                                                    |